# Believe (저스틴 비버의 음반)
Believe는 저스틴 비버의 세번째 정규 음반 음반으로, 2012년 발매되었다.